# Gold on the Ceiling
"Gold on the Ceiling" is een nummer van de Amerikaanse band The Black Keys. Het nummer werd uitgebracht op hun album El Camino uit 2011. Op 25 februari 2012 werd het nummer uitgebracht als de tweede single van het album.

## Achtergrond
"Gold on the Ceiling" is geschreven en geproduceerd door bandleden Dan Auerbach en Patrick Carney in samenwerking met producer Danger Mouse. De single kende enige successen en werd een nummer 1-hit in de rocklijsten van zowel de Verenigde Staten als Canada. Tevens wist het in de Amerikaanse Billboard Hot 100 de 94e plaats te halen. In het Verenigd Koninkrijk werd de 57e plaats behaald, terwijl ook in Australië, Canada en Ierland de algemene hitlijst werd behaald. In Nederland werd het geen hit en in Vlaanderen wist het enkel de tweede plaats in de "bubbling under"-lijst van de Ultratop 50 te behalen. Wel stond het een week op de eerste plaats in De Afrekening van Studio Brussel en behaalde het in de eindejaarslijst van dit programma de 24e plaats.
Er zijn twee videoclips gemaakt voor "Gold on the Ceiling". In de eerste video zijn beelden te zien van de band tijdens concerten, inclusief beelden achter de schermen. In de tweede video, geregisseerd door Harmony Korine, dragen de bandleden producten van Babybjörn en worden zij gedragen door grote doppelgängers, gespeeld door twee spelers van het basketbalteam van de Belmont University.
"Gold on the Ceiling" is veelvuldig gebruikt in diverse media. Zo kwam het voor in de televisieprogramma's Chuck, MLB 12: The Show, NCIS, Suits, Superstore, Veep en Workaholics, de films Battleship, The Campaign, Ocean's 8 en We're the Millers, een commerial voor Cobra Beer en de videospellen Guitar Hero Live, Rock Band 4 en Rocksmith. Tevens speelde de band het nummer tijdens de MTV Movie Awards in 2012 met Johnny Depp op gitaar. Het nummer is gecoverd door The Sweet op hun album New York Connection uit 2012.

## NPO Radio 2 Top 2000
| Nummer met noteringen in de NPO Radio 2 Top 2000 | '16  | '17  | '18  | '19  | '20  | '21  | '22  | '23  | '24  |
| ------------------------------------------------ | ---- | ---- | ---- | ---- | ---- | ---- | ---- | ---- | ---- |
| Gold on the Ceiling                              | 1656 | 1554 | 1345 | 1539 | 1836 | 1722 | 1619 | 1713 | 1750 |

1. ↑  Een vetgedrukt getal geeft de hoogste notering aan.
2. ↑  2016 was het eerste jaar met een notering voor dit nummer.